# 일본국 헌법 제5장
일본국 헌법 제5장 내각(일본어: 日本国憲法第5章 内閣)은 일본국 헌법의 내각에 관한 부분이다. 제65조부터 제75조까지 총 11개의 조로 구성되어 있다.

## 구성
- 제65조 행정권
- 제66조 내각의 조직, 문민 자격, 국회에 대한 연대 책임
- 제67조 내각총리대신의 지명, 중의원의 우월
- 제68조 국무대신의 임명 및 파면
- 제69조 내각 불신임 결의의 효과
- 제70조 내각총리대신의 흠결·새 국회의 소집과 내각 총사직
- 제71조 총사직 후의 내각
- 제72조 내각총리대신의 직무
- 제73조 내각의 직무
- 제74조 법률·정령의 서명
- 제75조 국무대신의 특전

## 같이 보기
- 일본국 헌법
- 일본국 정부
- 내각